# 阿查卡奇

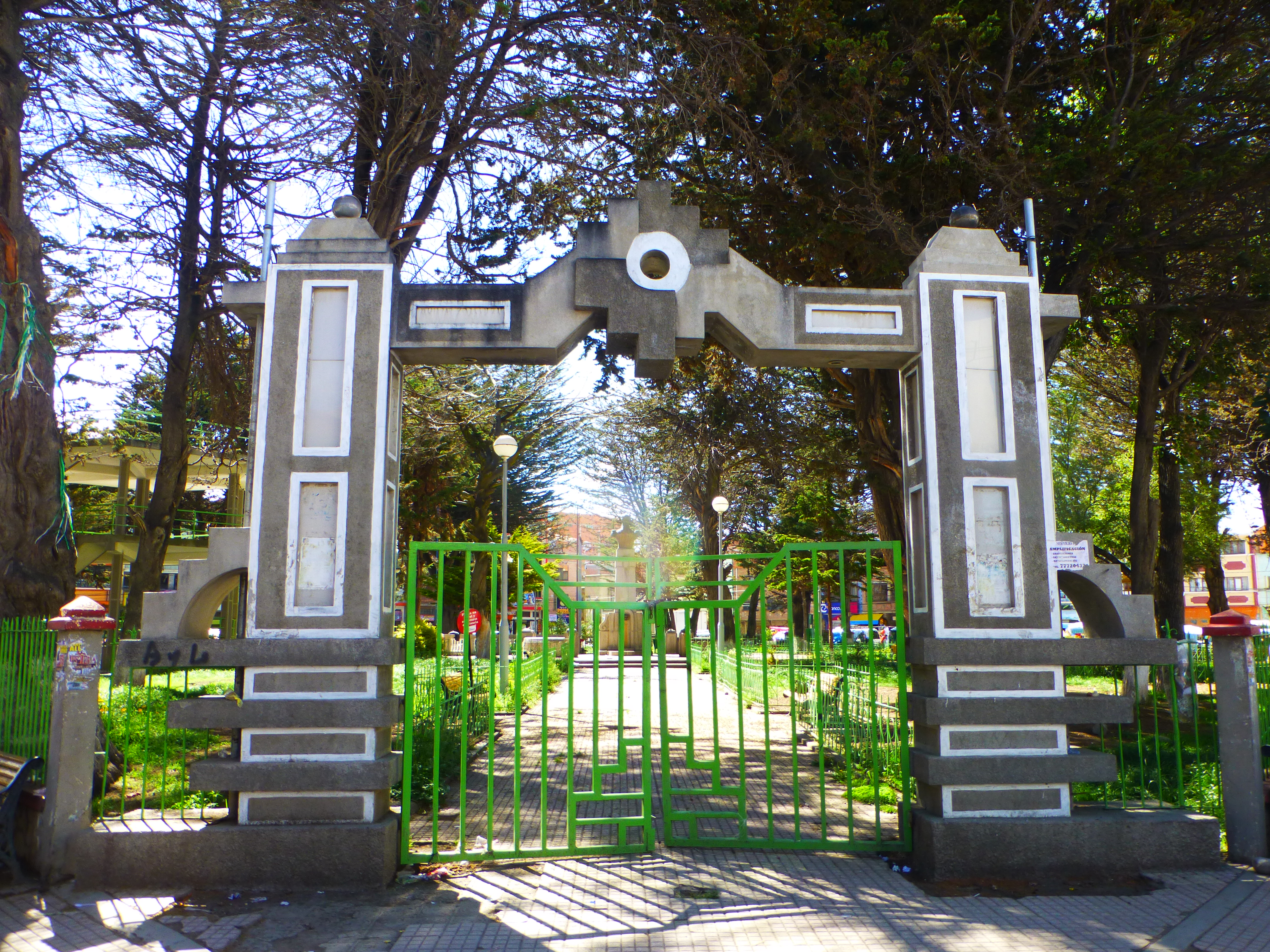
阿查卡奇主广场的门

阿查卡奇是玻利維亞的城鎮，由拉巴斯省負責管轄，位於該國西部的的喀喀湖東岸，距離首府拉巴斯96公里，海拔高度3,854米，每年平均降雨量約600毫米，2001年人口7,540。
16°02′40″S 68°41′06″W / 16.04444°S 68.68500°W

## 外部連結
- Achacachi municipality: population data and map